# Kerguelenica platycephala
Kerguelenica platycephala är en kräftdjursart som beskrevs av Michel Ledoyer 1977. Kerguelenica platycephala ingår i släktet Kerguelenica och familjen Pseudocumatidae.
Artens utbredningsområde är Kerguelen. Inga underarter finns listade i Catalogue of Life.